# Конвертація даних
Конверта́ція да́них — перетворення даних з одного формату в інший. Зазвичай зі збереженням основного логічно-структурного змісту інформації.
Перетворення даних БД пов'язане з різницею логічних структур даних, а також з такими проблемами:
1. багатомодельність представлення даних (ієрархічні, мережні, реляційні) в різних БД і СКБД;
2. різниця в логічних структурах даних, в довідниках, класифікаторах і в системах кодування інформації;
3. використання різних мов для представлення текстової інформації;
4. різні типи СКБД і постійний розвиток даних БД в процесі експлуатації.

Проблема 1 розв'язується шляхом переходу до реляційної моделі даних і СКБД, яка є потужним математичним апаратом, який ґрунтується на теорії множин і математичній логіці. Ця модель складається із структурної, маніпуляційної і цілісної частин. У цих частинах, відповідно, фіксується структура даних, опис програм в SQL-мові і вимоги до цілісності. Ієрархічні або мережні моделі даних загалом не підтримують цілісність, тому при переході від них до реляційних БД виникає порушення цілісності даних.
Проблема 2 викликана тим, що логічна структура даних або концептуальна схема БД припускають проєктування нової структури БД при зміні наочної області або при переході до  нового типу СКБД. При цьому зіставляються дані старої та нової БД і змінюється довідкова інформація і класифікатори.
Проблема 3 визначається різномовними текстовими представленнями інформації в БД. У старих БД використовувалася, як правило, одна мова, а в нових їх може бути декілька, тому для зберігання даних з простим доступом до текстових даних встановлюється відповідність текстових даних, записаних в різних мовах.
Проблему 4 можна сформулювати як метод зберігання і обробки різних даних, викликаних специфікою СКБД ієрархічного, мережного і реляційного типів. Наявність явної несумісності типів і структур цих моделей даних, різні мови маніпулювання даними призводять до того, що не можна згенерувати мовою старої СКБД скрипти для перенесення даних і подальшого запуску БД в середовище іншої СКБД. Кожна СКБД забезпечує внесення змін в БД, які певною мірою змінюють і концептуальну модель даних, якщо до неї вносять нові об'єкти. Внесені зміни повинні відображатися в довідниках і класифікаторах, що забезпечує перенесення даних із старої БД до  нової з урахуванням поточних змін.